# Gebr. Hirschfeld

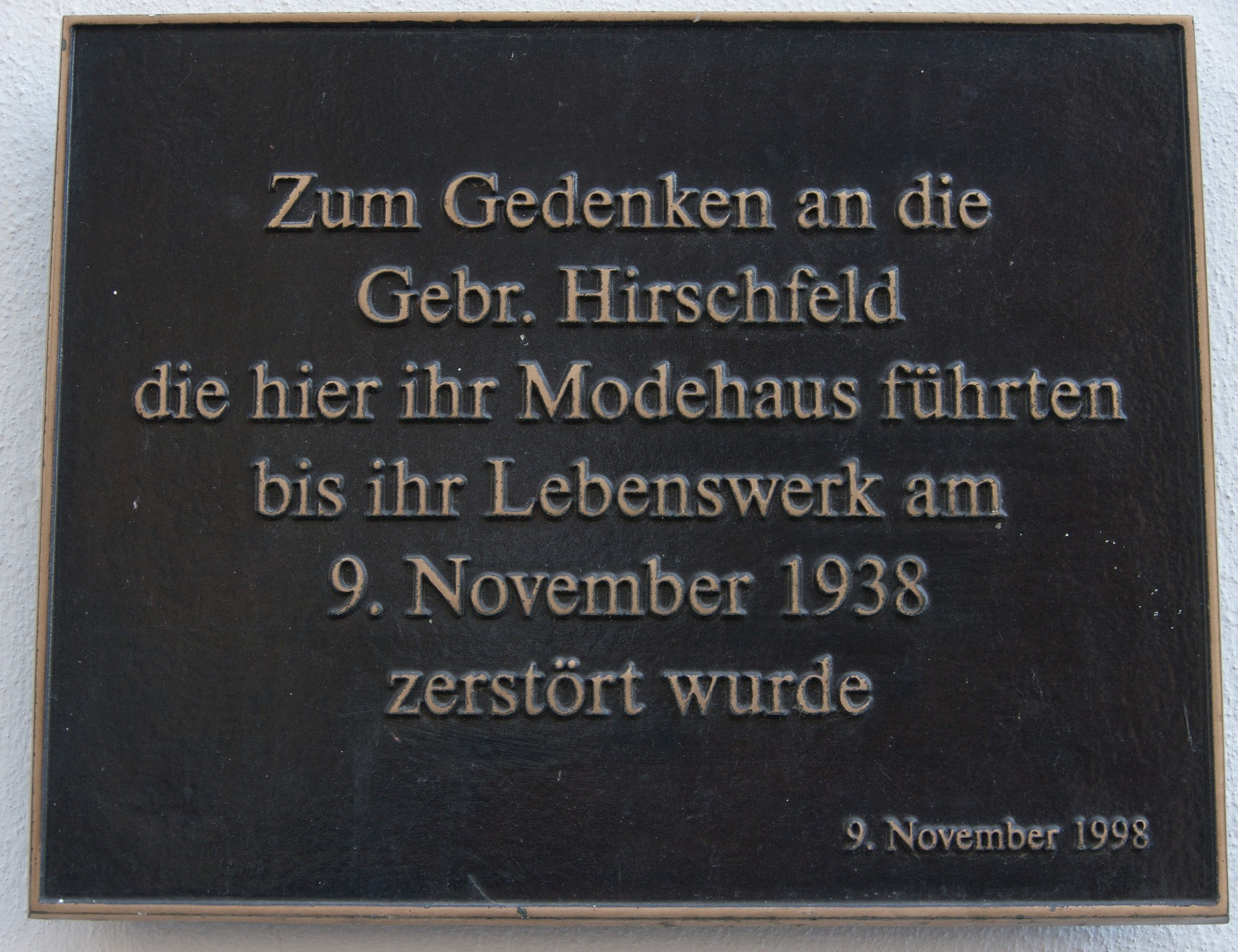
Tafel an der Schleusenbrücke in Hamburg

Gebr. Hirschfeld ist der Name einer Damenbekleidungsfirma in Hamburg, die am 14. August 1892 von Isidor Hirschfeld (geb. 2. Januar 1868 in Kasparus, einem Dorf im Regierungsbezirk Danzig in Westpreußen, gest. 1937 in Hamburg) und seinem Bruder Joseph sowie Benno Hirschfeld gegründet wurde. Johannes Grotjan errichtete 1906 ihr Modehaus am Neuen Wall in Hamburg. Weitere Geschäfte gab es auch in Lübeck, Bremen, Hannover und Leipzig.
Wie viele andere jüdische Geschäfte wurde auch das Hamburger Modehaus am Neuen Wall in der Reichspogromnacht am 9. November 1938 verwüstet. Kurz danach wurde das Unternehmen zwangsenteignet und an den Hamburger Geschäftsmann Franz Fahning verkauft (siehe auch „Arisierung“). Fahning war bis dahin 1. Prokurist im Haus Hirschfeld gewesen und hatte darum aufgrund seiner Stellung und der Kundschaft in Hamburgs Nobelmeile Kenntnis vom Kaufpreis des Unternehmens, wobei ihm seine NSDAP-Mitgliedschaft nützlich war.
Kurz vor Ende des Zweiten Weltkriegs wurde Benno Hirschfeld im KZ Buchenwald ermordet, sein Sohn Kurt-Manfred im KZ Neuengamme erschlagen.
Nach dem Zweiten Weltkrieg wurde das Eigentum dem überlebenden Sohn von Benno Hirschfeld, Hans Simon Hirschfeld zurückgegeben, während Franz Fahning das Geschäft weiterführen durfte. Für das entzogene Grundstück musste die Familie Hirschfeld Lastenausgleich zahlen, da das Finanzamt argumentierte: „Ein entzogenes Grundstück wird behandelt, als ob es nie entzogen worden wäre“.
1956 kaufte Fahning von den im Ausland überlebenden Hirschfelds 50 % der Immobilie zurück und betrieb das Geschäft bis 1991 weiter. Fahning beantragte 1991 die Zwangsversteigerung zum Zwecke der Auseinandersetzung der Grundstücksgemeinschaft mit Fam. Hirschfeld. Die Zwangsversteigerung des Modehauses erfolgte dann durch das Hamburger Auktionshaus Arthur Landjunk, das bis 1942 im Auftrag der Hamburger Finanzdirektion die Versteigerung des Eigentums direkt in den sog. „entjudeten Wohnungen“ vornahm.
Fahning verkaufte während dieser Zeit seinen Anteil an den Immobilien-Kaufmann Jürgen Schneider. Die niederländische Beright BV erhielt den Zuschlag für das ganze Objekt. (Hans Simon Hirschfeld bezeichnete dies später als „zweite Enteignung“.)
Kurz nach der Versteigerung wurde bekannt, dass das niederländische Unternehmen zu Schneiders Firmen-Imperium gehörte.
Im Rahmen des 1994 über die Schneider AG eröffneten Insolvenzverfahrens ging die Immobilie in den Besitz der Berliner Pfand und Hypotheken Bank über, die diesen dann an die HOEST Pensionskasse verkaufte.
Für Benno und Kurt Manfred Hirschfeld wurden Stolpersteine am Neuen Wall 19 verlegt. 